# Nicrophorus basalis
Nicrophorus basalis är en skalbaggsart som beskrevs av Franz Faldermann 1835. Nicrophorus basalis ingår i släktet Nicrophorus och familjen asbaggar. Inga underarter finns listade i Catalogue of Life.